# Márkus Imre (festő)
Márkus Imre (Arad, 1872. április 29. – Budapest, 1945. március 18.) magyar festő, grafikus. 

## Élete
Márkus Sámuel (1848–1929) és Deutsch Cecília (1849–1916) fia. A budapesti Mintarajziskolában, 1903-ban pedig a nagybányai szabadiskolában tanult. 1898-tól a Műcsarnokban, a Nemzeti Szalonban és az Alkotás Művészházban állította ki figurális krétarajzait. 1930-ban gyűjteményes kiállítása volt az Ernst Múzeumban. Tagja volt a Spirituális Művészek Szövetségének. Az OMIKE Művészakció valamennyi képzőművészeti kiállításán szerepelt munkáival. Halálát szívizom-elfajulás okozta.